# دیسپیوتانتا (ویرجینیا)
دیسپیوتانتا (به انگلیسی: Disputanta) یک منطقهٔ مسکونی در ایالات متحده آمریکا است که در شهرستان پرینس جورج، ویرجینیا واقع شده‌است. دیسپیوتانتا ۳۵٫۰۵ متر بالاتر از سطح دریا واقع شده‌است.